# Wanessa Wolf
Wanessa Ferreira de Sousa, mais conhecida como Wanessa Wolf (Niterói, 11 de agosto de 1989), é uma personalidade da internet e streamer brasileira que se tornou conhecida por seus vídeos de jogos e comédia. A streamer começou sua carreira na web em 2018, quando passou a transmitir vídeos ao vivo no Facebook.
Wanessa já era fã de jogos, decidindo, então, usar tal ferramenta como atividade profissional, passando a realizar transmissões ao vivo na internet. Ela cria conteúdos diversos e, ao longo do tempo, construiu um engajamento significativo, com virais e memes nas redes sociais. Antes da carreira na internet, Wolf trabalhava como atendente na farmácia de seu tio.
Em junho de 2022, participou do evento do Facebook Pride Gaming. Em fevereiro de 2023, protestando contra as visões transfóbicas de J. K. Rowling, Wolf arrecadou 20 mil reais para organizações pró-trans com transmissões ao vivo de Hogwarts Legacy. Em agosto de 2023, teve seu nome retificado.

## Prêmios e indicações
| Ano  | Prêmio          | Categoria            | Resultado | Ref.   |
| ---- | --------------- | -------------------- | --------- | ------ |
| 2020 | Prêmio POP Mais | Streamer do Karalhe! | Venceu    | [ 19 ] |

## Filmografia
| Ano  | Título                     | Função        | Notas                       |
| ---- | -------------------------- | ------------- | --------------------------- |
| 2021 | Facebook Pride Gaming 2021 | Convidada     |                             |
| 2022 | Facebook Pride Gaming 2022 | Apresentadora |                             |
| 2023 | De Frente com Blogueirinha | Participante  | Episódio 10 da 2ª temporada |
| 2023 | Sente o Clima              | Participante  | Episódio de estreia         |
| 2024 | Programa da Wanessa        | Apresentadora |                             |